# Teatroterapia
La teatroterapia è uno strumento di cura e crescita personale basato sul teatro, in particolare sulla messa in scena del Sé e dei propri vissuti attraverso più canali comunicativi (vocale, gestuale, corporeo). Essa, con sedute singole o di gruppo, viene usata in contesti clinici e sociali anche in forma preventiva, educativa e curativa. La teatroterapia, nonostante agisca attraverso l'interpretazione di personaggi principalmente improvvisati, implica un minuzioso training pre-espressivo indispensabile alla presa di coscienza dei propri processi inconsci ed emotivi in modo da poter successivamente essere liberi di creare un altro da sé. La teatroterapia non produce diagnosi, né interpretazioni psicologiche e non può sostituire cure farmacologiche, ma le affianca rafforzando nuove visioni di Sé.

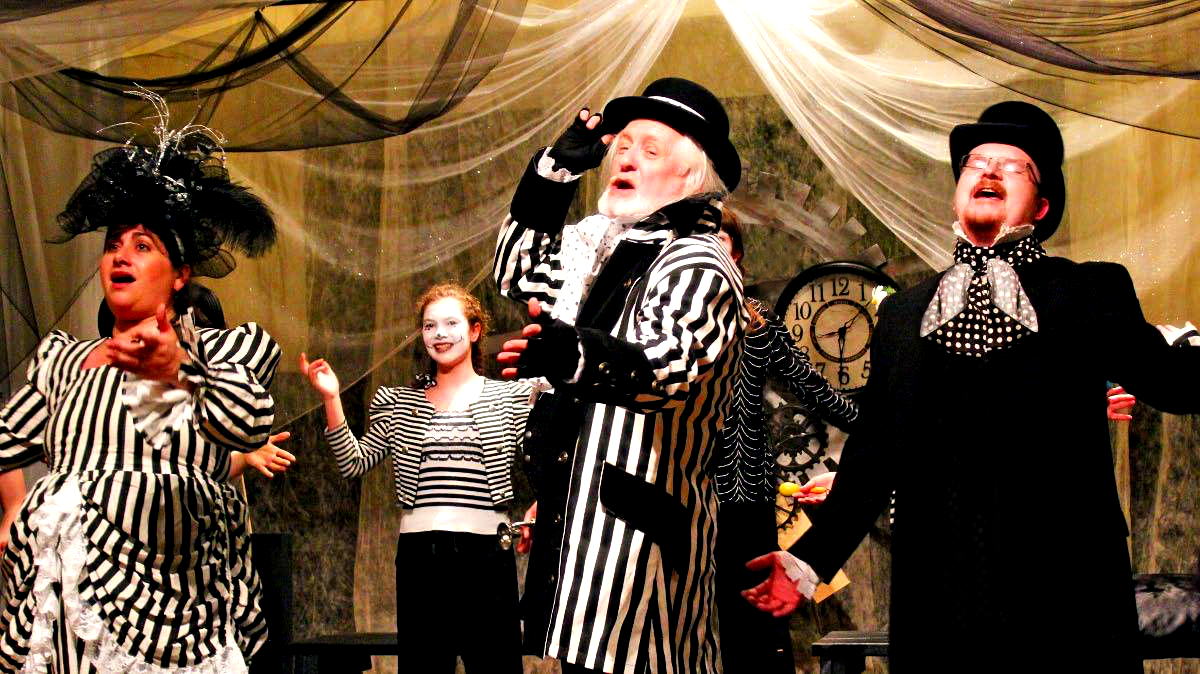
Spettacolo di teatroterapia dove il mondo interiore, tramite il linguaggio dell'arte, viene trasfigurato, reso visibile ed esplicitato con accezione positiva e trasformativa.

## Caratteristiche
La teatroterapia si basa su una concezione psicosomatica della salute ossia sull'idea che la malattia o la situazione di disagio psicologico vissuto da una persona possa essere comunicato attraverso il linguaggio dell'arte, in modo da trasfigurarlo creativamente in qualcosa di visibile, più facilmente accettabile e interiorizzabile costruttivamente, con accezione positiva e trasformativa. Per questo motivo la seduta di teatroterapia mira più che altro a rendere armonico il rapporto tra corpo, voce e mente nella relazione con l'altro, con sé stesso e con la propria creatività. Ciò significa che si privilegia l'azione in ogni sua forma, in particolare il suo contenuto simbolico, il ritmo e non tanto il fine in sé. In questo modo il movimento si riappropria di una funzione conoscitiva psicofisica, così come avviene per il bambino piccolo che impara attraverso un canale somato-sensoriale, e facilita una presa di coscienza corporea ed espressiva.
La teatroterapia si avvale di tecniche pre-espressive che consistono nel lavorare sul corpo e sulla voce; di tecniche espressive che implicano l'allenamento alla spontaneità, all'improvvisazione, all'armonia e alla messa in scena; di tecniche post-espressive che riguardano la rappresentazione scenica (lo spettacolo) e l'analisi dei vissuti (terapia verbale). In ciascuna di esse appare evidente il collegamento con il gioco inteso come spazio di finzione dove transitare liberamente tra realtà psichica ed esterna, sviluppando un senso di potenza su di Sé e l'ambiente circostante (oggetti). Infatti, l'improvvisazione spinge ciascuna persona ad avvicinarsi prima al gioco simbolico e transizionale, in cui egli è contemporaneamente sé stesso e qualcos'altro fungendo da fonte di psicoterapia, e poi al gioco di gruppo regolato da norme oggettive, in cui si abbandona l'egocentrismo iniziale. 
Gli effetti delle sedute di gruppo continuano a produrre un dialogo interiore sul singolo, anche dopo la seduta stessa, poiché gli stimoli ricevuti entrano a far parte di un'esperienza profonda che la persona può parzialmente integrare nella vita di tutti i giorni.
Secondo la Federazione Italiana Teatroterapia, la "Teatroterapia implica l'educazione alla sensibilità, alla percezione del proprio corpo e agisce attraverso la rappresentazione di personaggi extra-quotidiani, principalmente improvvisati, e si struttura su un minuzioso lavoro pre-espressivo indispensabile alla creazione di gesti che rendono possibile e consapevole la reazione simbolica".

## Origini storiche e sviluppo
La nascita delle prime forme di teatro si può collocare all'origine della storia delle civiltà e della religione e sembra derivare direttamente dalle forme rituali dei popoli primitivi. Nelle epoche successive, in particolare quella greca, il teatro divenne un vero e proprio fatto sociale, assumendo una funzione educativa e di diffusione della cultura. Proseguendo con il Medioevo, il teatro profano stabilì la sua matrice nelle grandi feste annuali e stagionali di rinnovamento a cui partecipava l'intera società, mentre il teatro epico si ispirò ai festeggiamenti pagani di primavera, i cosiddetti "maggi drammatici", nati dalla festa di Calendimaggio. Nella Sacra Rappresentazione teatrale si può rileggere tutta la storia del teatro, da quando simboleggiava la religione e incarnava il mito della tribù alla volontà di trascendere l'aspetto religioso profanandolo. 
Con l'Ottocento e l'avvento del teatro borghese, trionfò in tutto il mondo l'idea del "grande attore italiano" principe del melodramma.
Inoltre, nella seconda metà dell'Ottocento grazie all'avvento del colonialismo ci si affacciò alla conoscenza dei teatri orientali, che diventarono un'importante fonte di ispirazione al rinnovamento pedagogico. Difatti, molte delle ricerche innovative sull'arte della recitazione, che iniziarono a svilupparsi nei primi anni del Novecento in Europa, cercarono conferme oltreoceano. 
Vsevolod Ėmil'evič Mejerchol'd, Konstantin Sergeevič Stanislavskij, Jacques Copeau, Bertolt Brecht, Antonin Artaud, furono dei noti pedagogisti teatrali che espressero il loro interesse per il teatro giapponese, Teatro cinese, indiano, balinese e svelarono i misteri di quel teatro di antica tradizione. In questo periodo di rinnovamento si superò l'idea verbale del teatro, senza per questo sopprimere la parola bensì servendosene in senso nuovo. L'intenzione non fu quella di idealizzare l'Oriente e nemmeno di imitarlo ma di confrontarsi con esso per trovare nuova linfa per la ricerca pedagogica. 
Fu però solamente in epoca contemporanea, grazie al maggior focus sull'attore, che il teatro assunse una funzione di cura psicologica attraverso lo sviluppo e l'implementazione delle proprie capacità creative e la potenza comunicativa corporea. Accanto a ciò, nell'era industriale, il pubblico classico e classista che tendeva a popolare i teatri venne sostituito dal pubblico di strada: elemento favorito dal trasformarsi dei teatri italiani in luoghi di riunioni, conferenze e convegni. È in questo contesto che nasce la teatroterapia con lo scopo di superare i propri limiti e conoscere sé stessi nella propria totalità. Dal momento preciso in cui l'attore riflette sul suo ruolo nasce il teatro di ricerca: più l'attore si spoglia di tutto più ci si avvicina al teatro essenziale. L'obiettivo ultimo del teatro contemporaneo è quindi ridurre la distanza tra l'attore e lo spettatore: la forza comunicativa priva di arredi scenici diventa l'unica forza dell'attore. 
Oggi, la teatroterapia fa riferimento alla psicoanalisi di Sigmund Freud e a Carl Jung per il lavoro sui sogni, sui simboli e sull'inconscio. Essa si collega inoltre agli studi di Donald Winnicott sul valore del gioco e i principi della psicoterapia psicodinamica. Nonostante il nesso con tali discipline, essa non ha la pretesa di formulare diagnosi o interpretazioni psicologiche professionali bensì rafforzare nuove visioni del Sé, elemento che colloca la teatroterapia al fianco delle cure psicoterapeutiche senza sostituirle.
Inoltre, tale tecnica si basa sulle metodologie del teatro del '900 di Konstantin Stanislavskij, Antonin Artaud, Jerzy Grotowski e Eugenio Barba, anche se attinge a testi di tutte le epoche teatrali.

## Finalità, obiettivi e metodologia
La teatroterapia, svolta sia in sedute singole che di gruppo, è uno strumento per favorire la consapevolezza del Sé e del proprio modo di relazionarsi con gli altri e il mondo esterno, facilitando lo sviluppo di un benessere psicofisico duraturo nel tempo grazie all'interiorizzazione degli stimoli ricevuti in forma di dialogo interiore. L'obiettivo principale è quello di creare uno spazio relazionale in cui ciascun attore possa sperimentarsi:
- in ruoli diversi dal proprio al fine di acquisire coscienza delle proprie potenzialità, favorendo autostima, rafforzando alcune aree della personalità e strumenti relazionali (confronto, interazione sociale, coping);[1]
- nel proprio ruolo quotidiano in modo da ricongiungersi con esso e superare gli eventuali conflitti interiori causati, ad esempio, dalla presenza di una patologia fisica o psicologica.[1]

Con la teatroterapia si lavora sulla spontaneità, sull’improvvisazione e sulla messa in scena dei propri vissuti e ogni persona è libera di esprimersi al meglio e quindi, conoscendosi meglio, è in grado di rapportarsi meglio con se stessa e anche con gli altri.
Oltre a questi, la teatroterapia assume altri obiettivi generali i cui effetti non investono solo chi direttamente agisce la seduta ma anche coloro che la osservano:
- Promozione e diffusione della cultura;
- Sviluppo di un senso di comunità e appartenenza, riducendo lo stigma;
- Avvicinamento dei cittadini al territorio o a realtà isolate del proprio territorio;
- Favorire un senso di attaccamento al territorio, da parte dell'attore;
- Sviluppare legami sociali e potenziare i preesistenti;
- Potenziamento della rete dei soggetti che lavorano all'inclusione sociale, alla riduzione dello stigma e per la promozione della salute mentale.[8]

Elemento importante da considerare è la testimonianza di una realtà portata attraverso la rappresentazione: ciò che è visto da uno spettatore amplifica le possibilità che egli possa guardare in maniera nuova alle persone verso le quali, probabilmente, nutriva un pregiudizio. Più in generale, la finalità che perseguono le organizzazioni di teatro, qualsiasi sia l'utenza coinvolta, è quella di creare cultura, inclusione sociale e sensibilizzazione del pubblico. Nell'ambito della salute mentale, ad esempio, prevale la necessità di mettere in campo azioni che si configurino come inclusive accanto alla necessità di creare cultura mentre con altre categorie di persone si persegue anche come finalità un aumento di consapevolezza di tutela dei diritti e nella sensibilizzazione dei media. Perciò, si può dire, che il teatro offre la possibilità di guardare in modo diverso le stesse persone incontrate in un momento di crisi o in un contesto istituzionalizzato. In quella situazione esse mostrano una parte diversa da quella che mostrano nel servizio, ovvero nonostante la patologia mettono in scena la loro parte di persona sana. In queste esperienze i pazienti diventano persone, non diagnosi e terapie. È il luogo che fa la differenza: toglie lo stigma, lo spettatore comprende meglio una specifica realtà ed esce dagli stereotipi.
Ciascuna seduta è accompagnata da un lavoro di osservazione sia dei singoli individui che dell'intero gruppo e le sue dinamiche relazionali, al fine di rilevarne i cambiamenti e ottimizzare i processi educativo-riabilitativo. Nella teatroterapia l'osservazione è di tipo diretto e partecipato, perciò la metodologia tiene conto anche dei fattori soggettivi dell'osservatore e delle influenze interpersonali. L'impostazione di un protocollo osservativo, con criteri valutabili oggettivamente, è particolarmente utile in presenza di soggetti con medio-gravi patologie e che necessitano di interventi individualizzati.

## Il conduttore nella teatroterapia
Il conduttore assume principalmente il ruolo di canalizzatore dell'espressione creativa individuale, favorendone la rappresentazione sociale e culturale. Il primo compito riguarda la creazione del setting e la gestione delle sue dinamiche, affinché siano adeguate a supportare sia il processo introspettivo che quello di espressione. Per fare ciò è necessario che il conduttore sia in grado e disposto a mettersi in gioco costantemente in diversi ruoli:
- leader-terapeuta, determinante nel trasmettere e valorizzare la cultura e la tradizione teatrale del gruppo;
- la guida, essenziale per tenere insieme il gruppo e permettere a ogni persona di esprimersi attivamente e liberamente;
- l'osservatore interno o esterno, importante per fornire dei feedback costruttivi a ciascun membro e a favorire la discussione finale sui vissuti;
- il membro-paziente del gruppo, ossia colui che, per offrire un reale sostegno e comprendere appieno le dinamiche del gruppo, agisce in prima persona sperimentandosi anch'esso nell'espressione psicofisica del Sé.[9]

Per ricoprire formalmente il ruolo di conduttore di un programma di teatroterapia è necessario frequentare una scuola di formazione che spesso offre corsi di specializzazione dalla durata triennale rivolti a educatori, psicologi, insegnanti e attori. Solitamente durante il primo anno le persone sperimentano la teatroterapia su sé stessi attraverso dei laboratori collettivi mentre nei successivi due anni apprendono la metodologia per pianificare e conduttore autonomamente una seduta. Accanto alla sperimentazione pratica, è necessario che ciascuno acquisisca anche una conoscenza teorica relativo ai temi del teatro di ricerca, la psicologia dinamica, sistemica e relazionale nonché delle tecniche di mediazione corporea e di gestione delle dinamiche di gruppo.
Il conduttore in teatroterapia deve avere svolto un percorso formativo così come individuato nella norma UNI 11592 dove è indicato che il percorso minimo formativo deve essere di una formazione di almeno 3 anni e almeno 1.200 ore.

## Ambiti di applicazione e tipologie di utenza
La teatroterapia investe quattro aree di intervento:
- preventivo. In esso si affrontano blocchi psicologici derivanti da difficoltà quali timidezza, paura di parlare in pubblico, balbuzie, resistenza ad assumere ruoli diversi nella quotidianità. Il teatro aiuta in questo caso a incrementare la flessibilità mentale e gli elementi fondamentali sono l'autoanalisi, ossia la consapevolezza della propria personalità, dei punti di forza e debolezza e la comprensione di come lo sviluppo costante del Sé favorisca il mantenimento della salute psicofisica;[6]
- curativo. In questo caso la seduta permette alle persone che soffrono di qualche disturbo (psicologico o psichiatrico) di esprimere liberamente il proprio Sé autentico vagliando una molteplicità di ruoli in un ambiente protetto e privo di stigma. Ciò aumenta la consapevolezza del proprio funzionamento e del proprio disturbo permettendo così di portare alla luce i conflitti intrapersonali, che se gestiti inducono un cambiamento nell'atteggiamento della persona con sé e con l'altro;[6]
- riabilitativo. Appare utile per le persone che stanno affrontando una fase di reinserimento sociale (tossicodipendenza, carcere, alcolismo) o con disabilità fisica e intellettiva. Il teatro permette loro di affrontare i traumi vissuti, recuperare la consapevolezza del proprio ruolo nel presente e della storia personale, in modo da creare una base sicura su cui progettare il futuro;[6]
- educativo e formativo. Quest'area è rivolta a gruppi di bambini e ragazzi e usa prevalentemente l'improvvisazione e il gioco al fine di permettere loro di sperimentarsi in ruoli adulti, facendo emergere capacità sopite o ancora potenziali. In questo modo si sostiene la creazione dell'identità grazie all'introspezione attraverso un linguaggio psicofisico, sviluppando l'intelligenza e la consapevolezza del corpo emotivo. Inoltre, la dimensione del gruppo sviluppa fiducia, reciprocità e senso di appartenenza, costituendo un'identità collettiva. Tale tipologia può essere usata anche nel lifelong learning dell'adulto.[6]

L'attività teatrale, in qualsiasi tipologia si delinei, assume la forma di laboratori seguiti poi dalla produzione di spettacoli teatrali veri e propri, che non vogliono assumere il senso del puro intrattenimento ma percorrere la direzione culturale dell'ambito della comunità che si attiva nella recitazione per favorire il benessere psico-fisico.
L'attività teatrale può avere diverse declinazioni:
- attività di supporto al teatro;
- attività di teatro-laboratorio;[11]
- letture animate
- teatro per la salute mentale;
- teatro comunità;
- teatro sociale o di animazione.[10]

Le attività di supporto al teatro consistono in: accompagnamento degli attori attraverso l'attivazione di volontari coinvolti nella organizzazione, fornitura di materiali (es: materiale scenico, etc), attività di comunicazione strutturate (es: stesura di comunicati stampa, grafica per volantini di promozione etc), fornitura di spazi per le prove e per gli spettacoli, risorse economiche per le attività teatrali (es: istituzione di bandi culturali, premi, ecc...). In questi contesti non tutti devono necessariamente recitare. I partecipanti si occuperanno della scenografia, della coreografia, dell'aspetto tecnico strumentale e dei vari materiali comunicativi. L'obiettivo è quello di far riuscire lo spettacolo perché ognuno ha rispettato il proprio compito. Si tratta di allestire e creare un ambiente libero dove una forma, in qualche modo, codificata di follia possa trasmutarsi in arte, con funzione di crescita e sviluppo.

## Esempio di un programma di teatroterapia

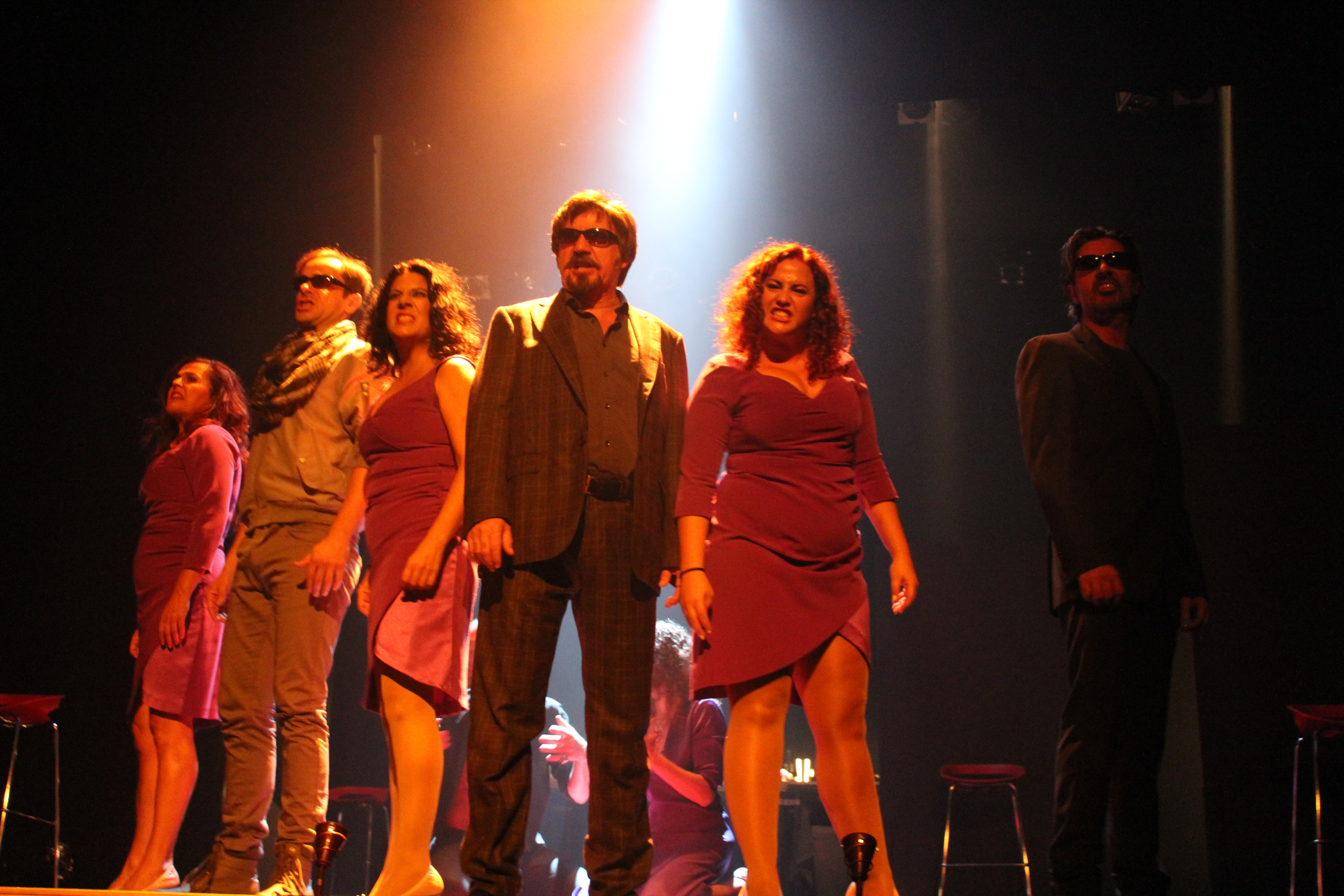
La dimensione collettiva della teatroterapia che facilita e protegge l'espressione di Sé.

Il gruppo ideale per una seduta di teatroterapia è composto da dieci-venti persone, in modo da creare una dimensione collettiva in cui ciascuno si senta libero di esprimere il Sé senza percepirsi troppo al centro dell'attenzione, come avverrebbe per gruppi più piccoli. Invece, nel caso di persone con disturbi gravi è più utile prevedere sessioni singole per ottimizzare i benefici ottenibili. Solitamente un programma di teatroterapia con persone in difficoltà prevede la creazione di un gruppo chiuso in cui i partecipanti sono attentamente selezionati e ai quali si chiede un impegno scandito in una o due giornate a settimana per un periodo che va dai tre mesi a un anno.
La seduta si basa sull'uso sequenziale e complementare di tre processi:
- Pre-espressivo, che caratterizza di solito le prime sedute del programma e la fase iniziale di ciascuna di esse. In questo training sensoriale e fisico trova spazio l'improvvisazione e la sperimentazione del proprio corpo, inteso come strumento di esplorazione, attraverso i movimenti spontanei e il linguaggio non verbale (varie modalità di camminata, riproduzione di ritmi musicali, ecc).[1] Esistono almeno quattro livelli pre-espressivi: quello tecnico derivato dall'antropologia teatrale, quello percettivo sensoriale di origine primitiva, quello libero legato al gioco e quello parzialmente regressivo per scoprire l'essenza del gesto. Grazie a questa prima presa di coscienza della propria corporeità, le persone sviluppano un senso di armonia con sé stessi e gli altri, elemento fondamentale per la successiva espressione strutturata;[12]
- Espressivo. In questo processo vengono messi in scena e analizzati i sentimenti e i vissuti personali prima attraverso espressioni spontanee e poi via via più strutturate e guidate dal professionista. In questo modo ciascuno è libero di sperimentare nuovi ruoli e di proiettare all'esterno, protetto dall'ambiente di finzione teatrale, le parti del Sé che nella vita reale mantiene nascoste per timore di emarginazione o stigma;[1]
- Post-espressivo o terziario, in cui si cerca di concludere la messa in scena attribuendole un significato sociale e culturale. Per fare ciò il professionista deve essere abile a ricomporre le singole espressioni personali creando una narrazione comune e strutturata che non riduca la soggettività di ciascun membro. Inoltre, in questo processo risulta essenziale creare degli spazi di vera e propria riflessione in cui si sottolineino gli elementi emersi facilitando così la loro consapevolezza e interiorizzazione.[1]

Dopo un svariato numero di sedute, è importante anche mettere in scena le azioni co-costruite tra attori e regista. La prima rappresentazione, definita transizione per sottolineare il suo carattere di parzialità, è solitamente inscenata davanti a un pubblico ristretto e spesso composto da individui conosciuti, al fine di creare un ambiente protetto. Le successive repliche, con gli adeguati cambiamenti, sono rappresentate in un vero e proprio spazio teatrale al cospetto di un normale pubblico.
Nei programmi di teatroterapia proposti nelle sperimentazioni per i ragazzi possono venire coinvolte anche le tecnologie. Il computer può rivestire il ruolo di un vero e proprio personaggio, pur che non venga a meno la sua essenza elettronica/robotica. Le capacità multimediali possono diventare facilmente le caratteristiche di questo nuovo personaggio. Il "personaggio computer" potrà avere molte identità ma manterrà la sua caratteristica principale che è quella appunto di essere un sistema interagente artificiale. Questo nuovo modo di sperimentare il teatro permette di creare nuovi linguaggi e nuove caratteristiche di interazioni in continuo rinnovamento.

## Differenza tra teatroterapia, psicodramma e drammaterapia
La teatroterapia si differenzia dallo psicodramma e dalla drammaterapia in quanto lo psicodramma e la drammaterapia sono delle psicoterapie, mentre la teatroterapia non lo è. C'è una differenza sostanziale tra il lavoro di Jacob Levi Moreno nello psicodramma rispetto a quello del teatro in funzione terapeutica o di crescita umana: una discriminante che determina la differenza riguarda il processo artistico. Nello psicodramma vi è un'improvvisazione spontanea da parte dell'attore, che sarà fonte di catarsi profonda tra sé e il personaggio, spesso ispirato alla sua vita reale. Invece, nella teatroterapia l'attore si prepara al lavoro attoriale con esercizi pre-espressivi ricavati dall'antropologia teatrale, quindi lontani dalla sua vita reale ed è educato allo stare in scena da un training particolare che fa i conti con l'arte della presenza consapevole. Per questo motivo, inizialmente, è chiesto all'attore-paziente di non rappresentare nulla ma di fare molta pulizia delle sue resistenze all'azione spontanea in modo che il processo di educazione alla scena vada di pari passo con l'affrontare le proprie resistenze molto dolcemente.
Al contrario dello psicodramma dove si arriva subito al nucleo della nevrosi o della psicosi, in teatroterapia, perciò, la mediazione artistica permette un percorso più dolce. È il paziente che decide quando è il momento di approfondire il conflitto, o meglio, è la trasposizione artistica di corpo, voce, movimento a decidere la poetica terapeutica. Oltre allo psicodramma, un'altra forma psicoterapica che utilizza il teatro come cura è la drammaterapia di Robert Landy, il modello terapeutico di Landy (1999) è il “modello del ruolo”, che vede l'individuo come colui che gioca una serie di ruoli, familiari e sociali, nella vita reale. Nel lavoro teatrale, l'attore entra ed esce continuamente dal ruolo, passando da una realtà all'altra, si muove attraverso un tempo reale ed un tempo immaginario, da una realtà ordinaria ad una realtà teatrale. Secondo Landy l'attore non diventa il personaggio che sta interpretando, ma avvicina sé stesso e le sue esperienze, il suo personale dramma, alla performance.